# Боровляны (Минский район)
Боровля́ны (бел. Бараўля́ны) — деревня в Боровлянском сельсовете Минского района Минской области Беларуси.
В середине 2022 года планировалось произвести слияние четырёх смежных населённых пунктов — агрогородок Лесной, посёлок Опытный, деревня Лесковка и непосредственно Боровляны — с образованием нового города Боровляны с численностью населения свыше 42 тыс. жителей. На апрель 2022 года слияние считается нецелесообразным. Упоминается урочище Боровляны под Минском в 1620 году, село Боровляны в 1634 году.

## История
До 9 августа 1979 года деревня входила в состав Зеленолужского сельсовета.

## Население
Около 70 тысяч человек

### Динамика
- 2008 год — 5329 человек
- 2009 год (перепись) — 7339 человек
- 2018 год — 16 708 человек
- 2019 год — 19 210 человек

## Образование
В Боровлянах находятся Боровлянская средняя школа №1 и Боровлянская гимназия.
1 сентября 2010 года открыта Боровлянская средняя школа № 2.
1 сентября 2018 года открыта Боровлянская средняя школа № 3

## Культура
Ранее планировалась постройка нового Дома культуры, в 2017 году проведен капитальный ремонт старого здания.

## Транспорт

#### Автобусы городские
- 113а ДС «Уручье-4» — Областная больница
- 113с ДС «Уручье-4» — РНПЦ Онкологии
- 115э Вокзал — Тубдиспансер
- 141 ДС «Карбышева» — Областная больница
- 141а ДС «Карбышева» — Боровлянская школа № 3
- 141б Боровлянская школа № 3 — Областная больница
- 143с ст.м. Московская — Зелёный Бор
- 145с ДС «Уручье-2» — Тубдиспансер
- 152с ДС Карбышева — Боровлянская школа №3

#### Маршрутные такси
- 1111 РК Озерцо — РНПЦ Онкологии
- 1151 ДС Дружная — Тубдиспансер
- 1409 Ст.м «Пл. Я.Коласа» — Тубдиспансер (через РНПЦ Онкологии)
- 1455 Великий лес — Чертяж

#### Автобусы пригородные
- 337 ДС Карастояновой — Областная больница
- 349 Малиновка — ДС Уручье-2 через Королев Стан
- 349у Ст.м. Уручье — Малиновка через Королев Стан
- 347 ДС Славинского — Среднее
- 399 ДС Уручье-2 — Областная больница
- 587 Метро «Борисовский тракт» — социальный пансионат «Вячя»

### Автодорожная инфраструктура
Вокруг Боровлян проходит магистраль М3 Минск — Витебск, полотно этого участка состоит из аэродромного бетона и не имеет асфальта. Длинна участка 5,9 км . От неё ответвляется через развязку автодорога Р-40 , проходящая через центр Боровлян, далее снова пересекается с М3 и продолжается до деревни Силичи . Так же через Боровляны проходит трасса Н9037 Королёв Стан — Дубовляны. Пересечение с М3 так же происходит через развязку, но с Р40 через светофор в центре Боровлян. На М3 находится кафе, АЗС и парковка .Параллельно М3 проложены велосипедные дорожки. Разрешённая скорость по М3 — 120 км/ч .

## Организации
На территории деревни находится религиозная община «Церковь евангельских христиан баптистов».

## Здравоохранение
На территории деревни расположены:
- Минская центральная районная больница,
  - Поликлиника Минской центральной районной больницы,
- Республиканский научно-практический центр детской онкологии, гематологии и иммунологии.
- Минская областная клиническая больница.
- Минская областная детская клиническая больница.

## Спорт
- Футбольный клуб «Боровляны»

## Достопримечательности
- В лесопарковой зоне (100-квартал Боровлянского леспаркхоза), на границе с поселком Опытный, гнездится популяция Воробьиных сычей и произрастают три вида представителей флоры, занесенных в Красную книгу Республики Беларусь (Лилия кудреватая, Спарассис курчавый и Гладыш широколистный). Также обнаружена популяция жука Борос Шнейдера[9] 53°59′25″ с. ш. 27°41′23″ в. д.HGЯO
- Приход Матери Божьей Помощницы Христиан.
- Церковь в честь Благовещения Пресвятой Богородицы в Боровлянах[10].
- Памятник-могила воинам Великой Отечественной войны.

## Галерея

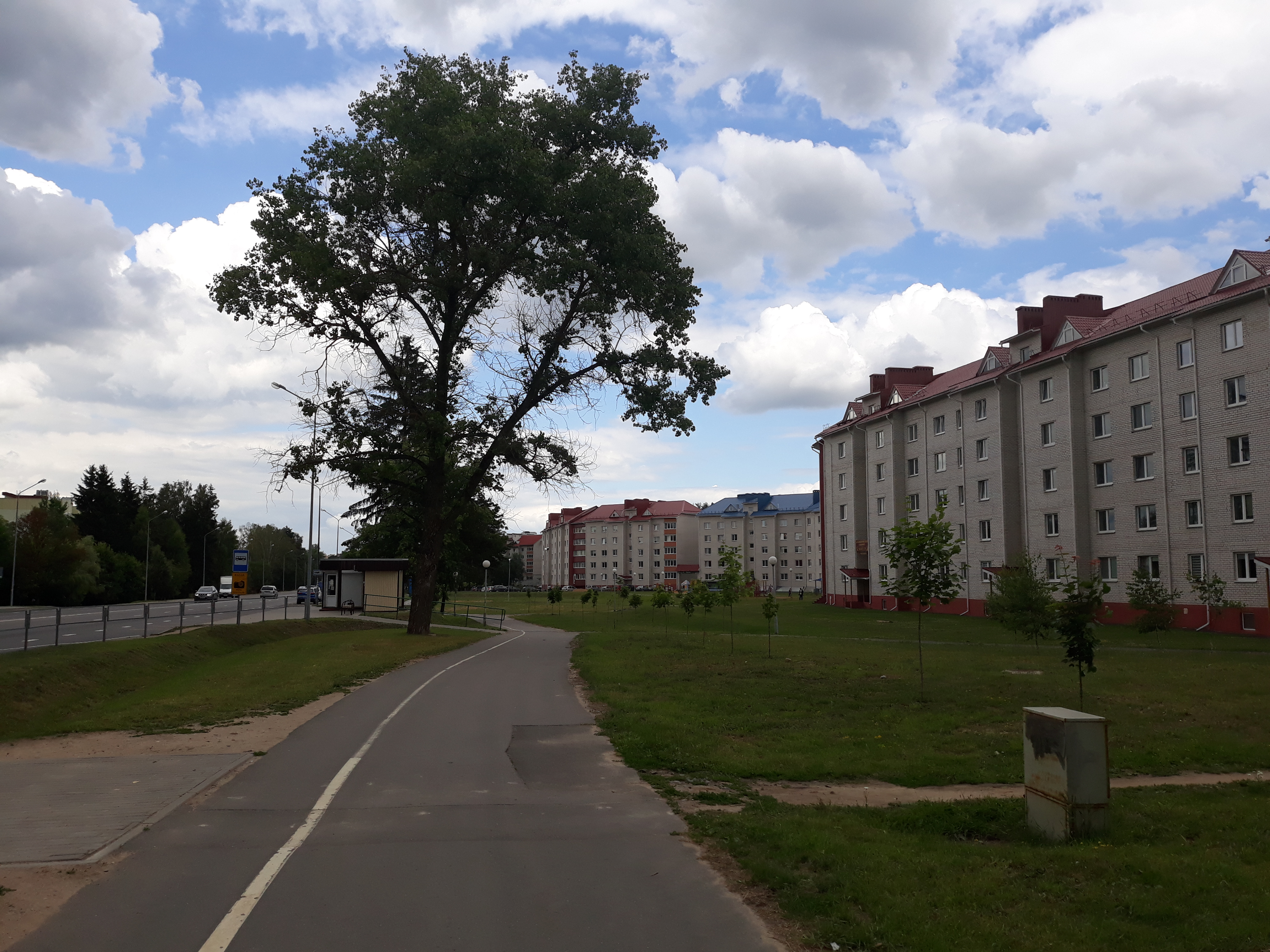
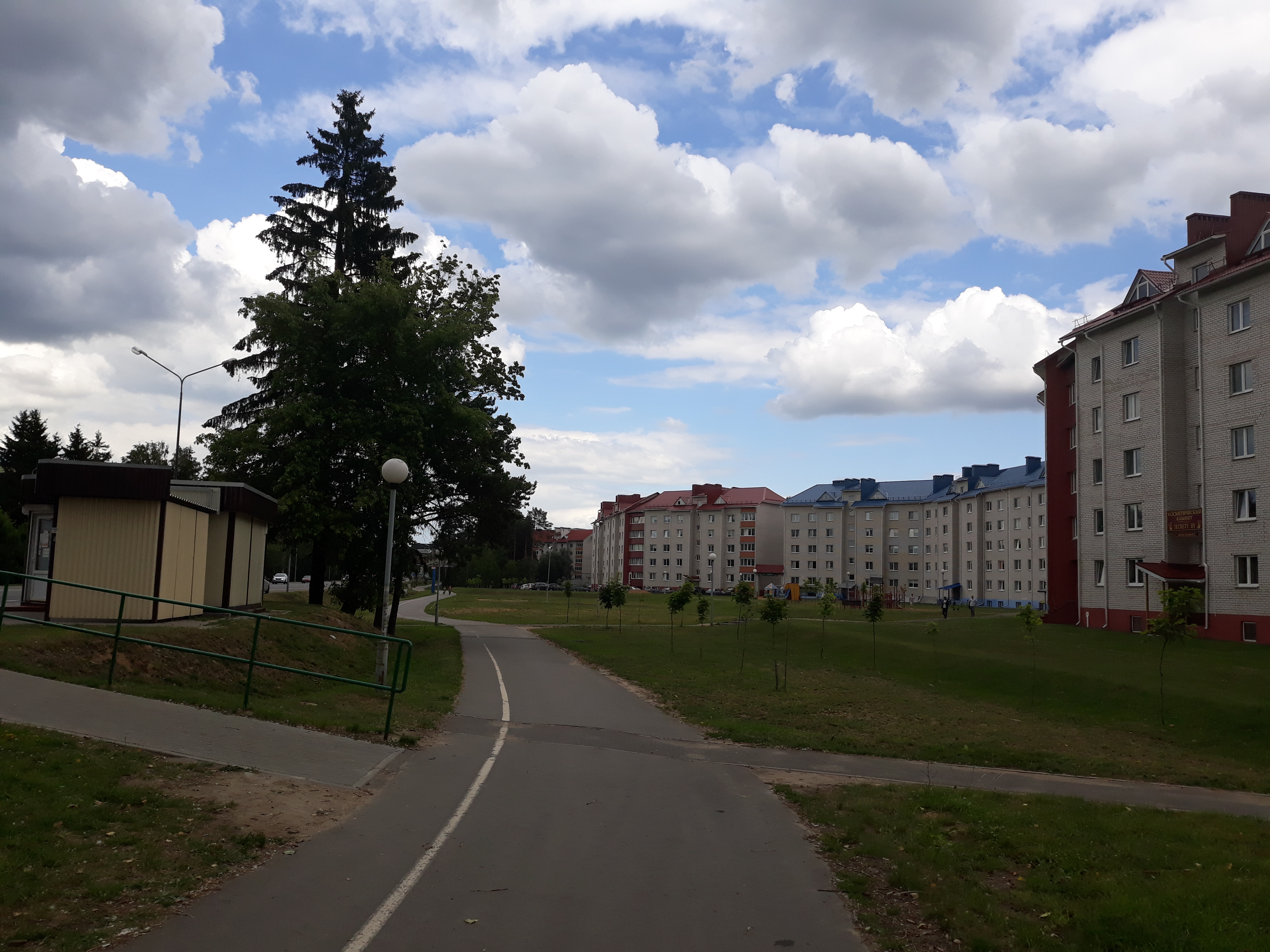
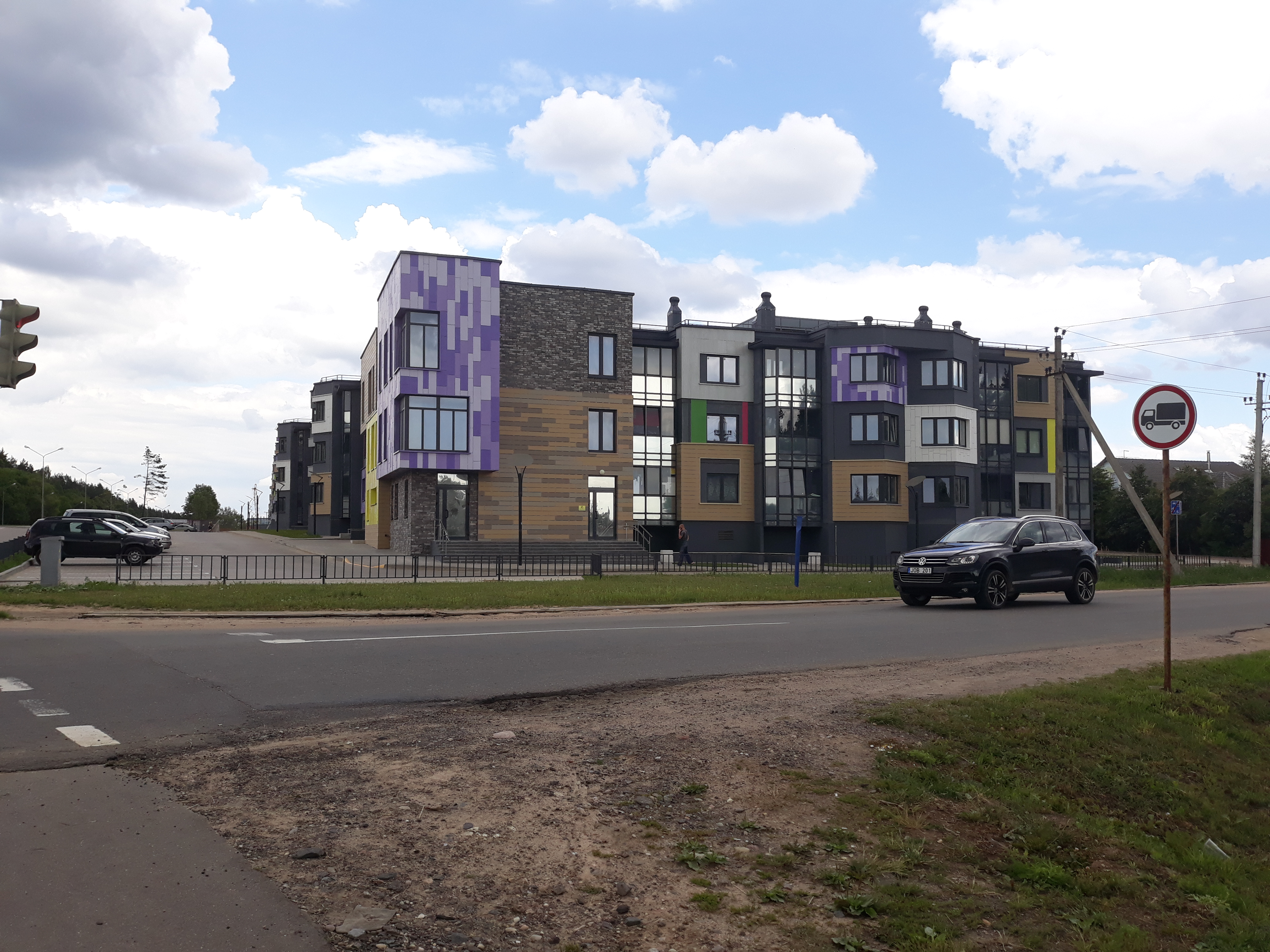
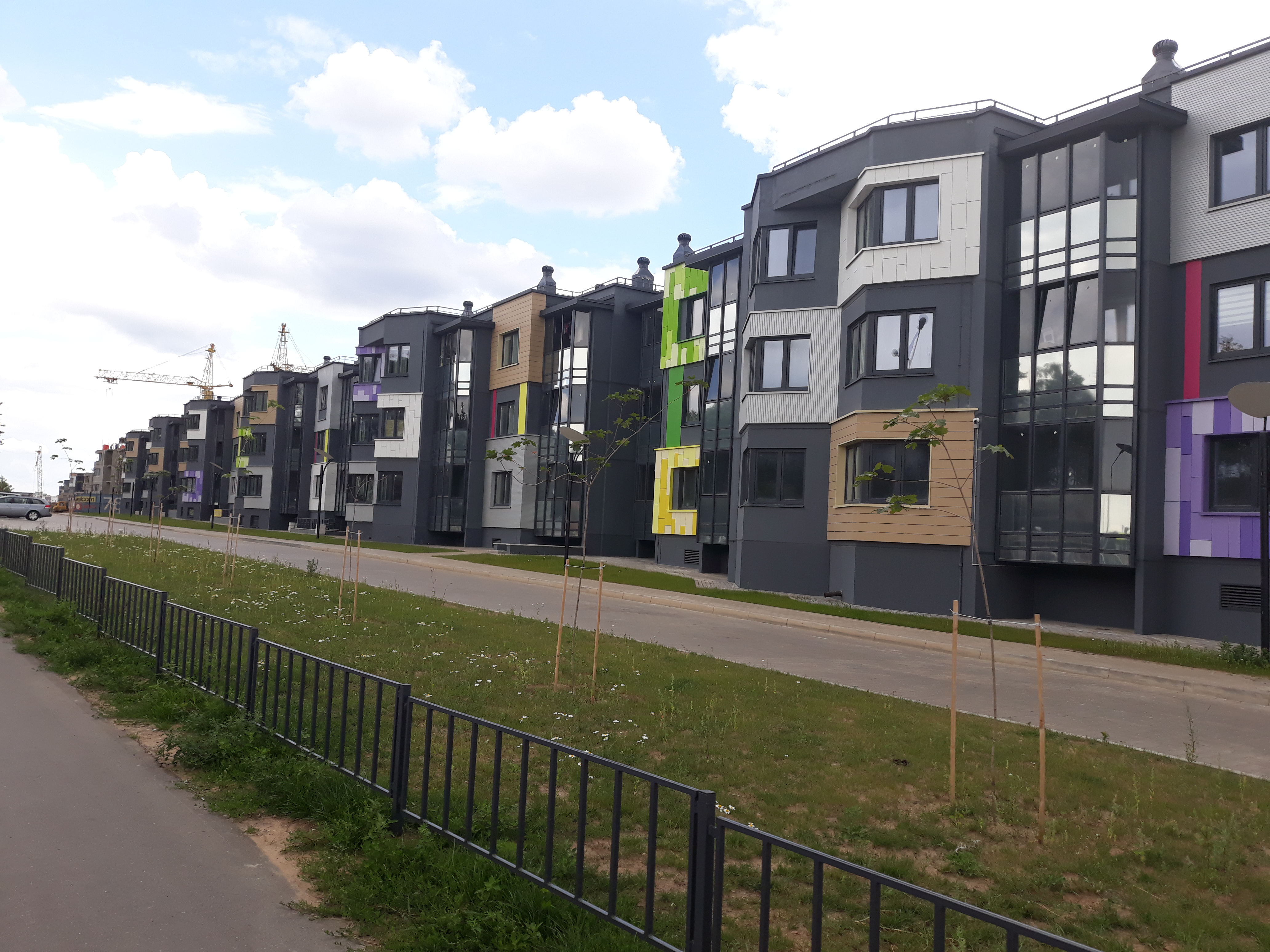
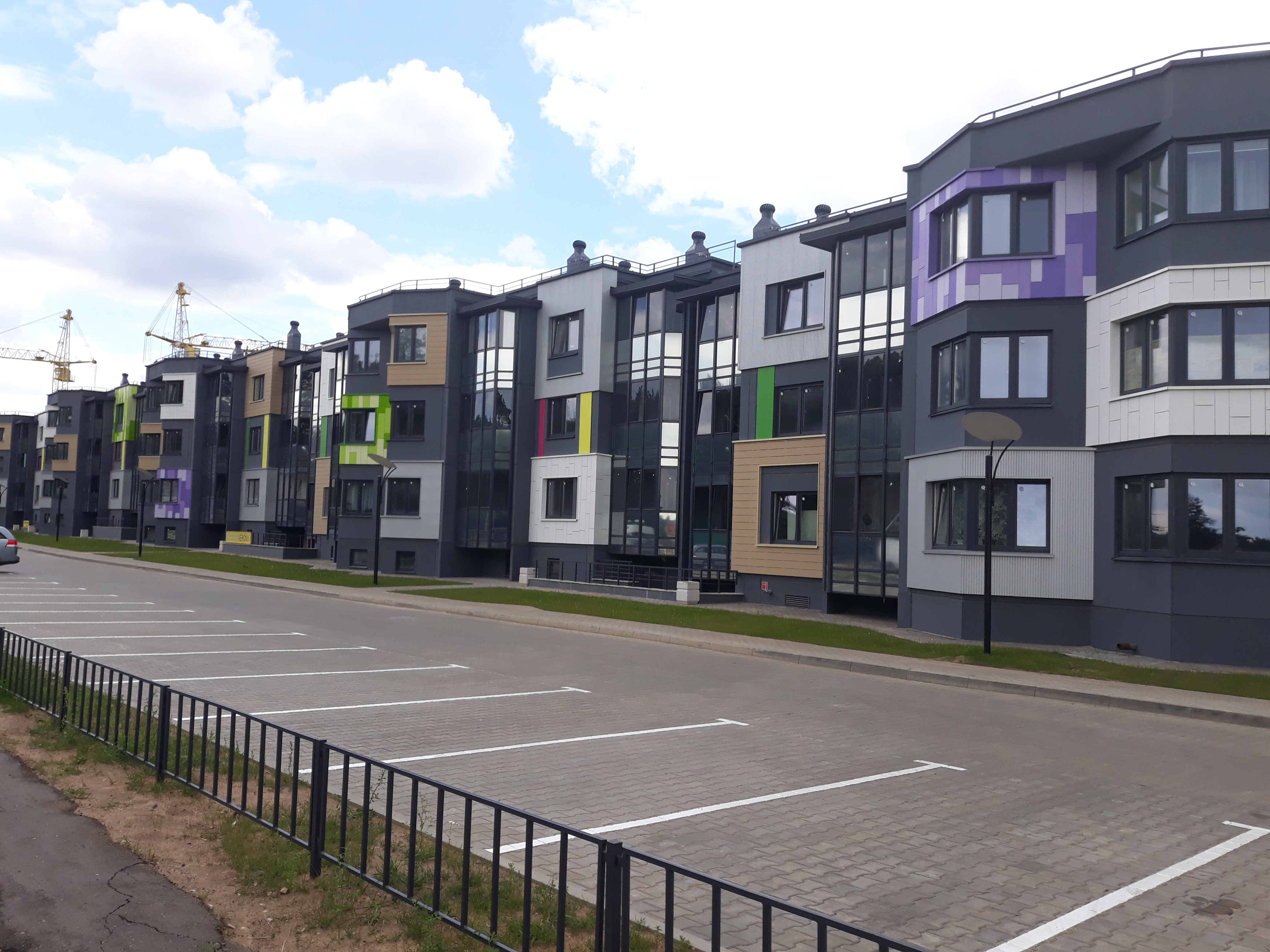
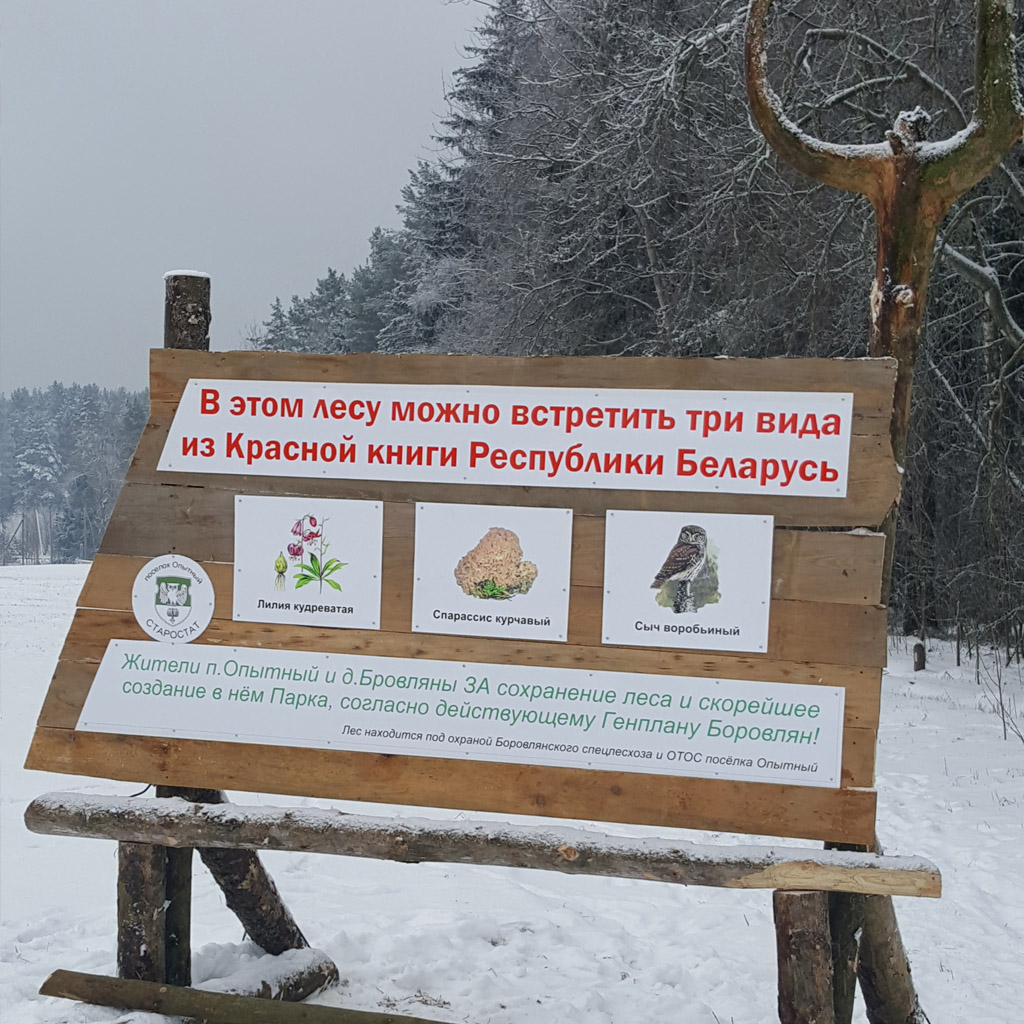
Охранный стенд д. Боровляны